# Mike Redway
Mike Redway, nom de scène de Michael Reddyhoff (né en 1939 à Leeds-Hunslet), est un chanteur anglais.

## Biographie
Redway est le fils d'un propriétaire de pub et d'une vendeuse en boulangerie. Il fait ses études à la All Saints School et commence à chanter très jeune dans les Working men's clubs avec son frère. En 1959, il signe avec Embassy Records comme choriste.
Mike Redway enregistre son premier single pour Embassy en 1962 aux côtés de Ray Pilgrim et enregistre 28 autres singles pour Embassy Records au cours de cette période. Au cours des années 1960, il est invité à soutenir Frank Sinatra sur un disque produit par Tony Hatch, qui n'est jamais commercialisé. En 1967, Burt Bacharach demande à Mike Redway d'interpréter la chanson Have No Fear, James Bond is Here, qui sert de générique du film Casino Royale.
Il tente de représenter le Royaume-Uni au Concours Eurovision de la chanson à deux reprises. En 1975, il co-écrit la chanson The House Runs On Sunshine avec Brian Bennett pour The Shadows. Lors de la finale de Song for Europe, la chanson termine troisième. En 1985, il tente à nouveau de représenter le Royaume-Uni en tant qu'interprète avec une chanson qu'il écrit, So Do I, en duo avec Fiona Kennedy. Cependant, la chanson prend la dernière place de la finale nationale.
Mike compose la musique de l'émission de télévision pour enfants Charlie Chalk, produite par Woodland Animation et doublée par Michael Williams (en). Le thème musical de l’émission, écrit par Redway, est interprété par son ami proche Ken Barrie, qu’il avait rencontré chez Embassy au début des années 1960.
En 1973, Mike crée sa propre société de production, Redrock Music Ltd, connue pour ses publicités radiophoniques et ses jingles. En 2016, il écrit la musique de la comédie musicale Seriously Dead. Pour sa deuxième année de tournée, le spectacle est renommé Right Place Wrong Time.
En 2019, Mike est à l'origine du lancement d'un site Web proposant des jingles tout faits aux marchés de la publicité, de la télévision et des médias, appelé Redrock Production Music. Il écrit toutes les chansons originales utilisées dans l'adaptation en tournée de 2019 de Catharine Cookson The Cinder Path, par Paul Dunn, produite par Leah Bell.

## Discographie

### Albums
- Jesus Christ Superstar – The Highlights (1972)
- Those Beautiful Ballad Years (1989)
- Specifics 19 – Tiny Tots (1993)
- Charlie Chalk – Music from the TV Series (1994)
- These Are A Few of My Favourite Hymns (1995)
- The Next Time (2009)
- Moonlight and Love Songs (2010)
- The Embassy Years Vol.1 (2011)
- The Embassy Years Vol.2 (2011)
- Old Sweet Songs (2013)

### Génériques
- Casino Royale : interprète de Have No Fear, James Bond is Here (1967)
- Les Belles Années de miss Brodie : interprète de Somebody's Crying (1969)
- Charlie Chalk : compositeur (1987)